# Emely Torazza
Emely Torazza (* 2. November 2004 in Weimar) ist eine Schweizer-Deutsche Skispringerin. Die Glarnerin gewann zweimal den Schweizer Meistertitel und gehörte zu den besten Skispringerinnen des Landes. Im Frühjahr 2024 entschied sie sich für einen Verbandswechsel. Seit der Saison 2024/2025 startet sie für den SC Oberstdorf und den Deutschen Skiverband.

## Werdegang
Torazza begann 2015 mit dem Skispringen und macht seit 2019 mit Top-Platzierungen auf sich aufmerksam. Beim Alpencup in Bischofsgrün im August 2019 landete sie auf dem zweiten Platz. Wenige Monate später feierte sie mit dem ersten Platz an der Schweizer Meisterschaft 2019 in  Chaux-Neuve ihren ersten grossen Erfolg. Ein weiterer Höhepunkt in ihrer noch jungen Karriere war die Teilnahme an den Olympischen Jugend-Winterspielen in Lausanne im Januar 2020, die sie auf dem 15. Platz abschloss. Bei den Schweizer Meisterschaften 2020 in Einsiedeln konnte sie ihren Titel knapp nicht verteidigen und wurde Zweite, hinter Sina Arnet vom SC Einsiedeln. Ihr Debüt bei der Juniorinnen-WM in Lahti im Februar 2021 gelang nicht nach Wunsch. Sie belegte nach dem ersten Wettkampfsprung den 41. Platz und verpasste damit den zweiten Durchgang. Torazza wurde für die Saison 2021/22 in den B-Kader von Swiss-Ski aufgenommen. Am 10. August 2024 debütierte Torazza für Deutschland auf internationaler Ebene, als sie im Intercontinental Cup in Hinterzarten Fünfte wurde.

## Privates
Torazza lebt seit der Übersiedelung ihrer Eltern in Schwanden im Kanton Glarus. Von 2019 bis 2023 trainierte sie im Schigymnasium Stams in Österreich und sprang bis 2024 für den SC Riedern.

## Erfolge

### Intercontinental-Cup-Siege im Einzel
| Nr. | Datum           | Ort           | Typ           |
| --- | --------------- | ------------- | ------------- |
| 01. | 4. Januar 2025  | Falun         | Normalschanze |
| 02. | 5. Januar 2025  | Falun         | Normalschanze |
| 03. | 17. Januar 2025 | Bischofshofen | Großschanze   |
| 04. | 18. Januar 2025 | Bischofshofen | Großschanze   |
| 05. | 8. Februar 2025 | Eisenerz      | Normalschanze |
| 06. | 9. Februar 2025 | Eisenerz      | Normalschanze |
| 07. | 14. März 2025   | Lahti         | Großschanze   |
| 08. | 15. März 2025   | Lahti         | Großschanze   |

## Statistik

### Weltcup-Platzierungen
| Saison  | Platz | Punkte |
| ------- | ----- | ------ |
| 2022/23 | 60.   | 002    |
| 2023/24 | –     | –      |
| 2024/25 | 37.   | 046    |

### Continental-Cup-Platzierungen
| Saison  | Sommer | Sommer | Winter | Winter | Gesamt | Gesamt |
| Saison  | Platz  | Punkte | Platz  | Punkte | Platz  | Punkte |
| ------- | ------ | ------ | ------ | ------ | ------ | ------ |
| 2021/22 | 27.    | 55     | 87.    | 002    | 69.    | 057    |
| 2022/23 | –      | –      | 18.    | 129    | 29.    | 129    |

### Intercontinental-Cup-Platzierungen
| Saison  | Sommer | Sommer | Winter | Winter | Gesamt | Gesamt |
| Saison  | Platz  | Punkte | Platz  | Punkte | Platz  | Punkte |
| ------- | ------ | ------ | ------ | ------ | ------ | ------ |
| 2023/24 | 17.    | 058    | –      | –      | 50.    | 058    |
| 2024/25 | 20.    | 112    | 01.    | 847    | 01.    | 959    |

### Grand-Prix-Platzierungen
| Saison | Platz | Punkte |
| ------ | ----- | ------ |
| 2022   | 42.   | 023    |
| 2023   | 35.   | 031    |
| 2024   | 56.   | 005    |